# Barney Platts-Mills
Barney Platts-Mills, né le 15 octobre 1944 à Colchester (Angleterre) et mort le 5 octobre 2021, est un réalisateur, scénariste et producteur de cinéma britannique.

## Biographie
Barney Platts-Mills quitte l'école à 15 ans dans l'espoir de devenir acteur. Son père, le député travailliste John Platts-Mills, connaissait le réalisateur et producteur Lewis Gilbert et lui obtient un poste d'apprenti monteur aux Studios de Shepperton. Plus tard il travaille comme monteur pour la télévision pour ITV Anglia (en) ou Granada Television,,.
En quête d'un nouveau défi, il quitte la télévision et rencontre Marlene et John Fletcher, James Scott (en), Adam Barker-Mill. En 1966, ils créent ensemble Maya Films, qui va produire deux documentaires : Love's Presentation sur le travail de David Hockney, et St. Christopher sur des enfants de deux écoles du Yorkshire,.
Il rencontre ensuite Joan Littlewood, une directrice de théâtre innovante, dont le travail sera à la base du documentaire Everybody's an Actor, Shakespeare Said. Cette expérience l'amène à écrire et diriger Bronco Bullfrog, avec des acteurs non professionnels et un tournage en extérieurs dans le quartier de l'East End à Londres, qui reçoit un très bon accueil critique. Son film suivant, Private Road, en couleurs et avec des acteurs professionnels cette fois, obtient un prix au Festival international du film de Locarno,.
En 1972, Platts-Mills est nommé directeur du British Film Institute. Il s'intéresse aux nouvelles technologies et notamment aux nouvelles façons de tourner en vidéo, il participe d'ailleurs à des projets de tournage vidéo par des élèves ou des prisonniers En 2000, il part au Maroc, où il vivra désormais une partie du temps, ce qui lui inspire le scénario de Zohra - A Moroccan Fairy Tale,.

## Filmographie
- 1961 : Over the Odds (en) de Michael Forlong : assistant monteur
- 1966 : Love's Presentation de James Scott (en) (documentaire) : monteur
- 1966 : St. Christopher (documentaire) : réalisateur, producteur
- 1968 : Everybody's an Actor, Shakespeare Said (documentaire) : réalisateur
- 1968 : Bronco Bullfrog : réalisateur, scénariste
- 1971 : Private Road : réalisateur, scénariste
- 1972 : England's Historic Churches (documentaire) : monteur
- 1982 : Hero (en) : réalisateur, scénariste
- 2001 : White Light de Charles Tetôn : scénariste
- 2007 : Zohra - A Moroccan Fairy Tale : producteur, réalisateur, scénariste

## Distinctions

### Récompenses
- Festival international du film de Locarno 1971 : Léopard d'or pour Private Road

### Nominations
- Mostra de Venise 1982 : Lion d'or pour Hero (en)